# Raine-Island-Nationalpark
Der Raine-Island-Nationalpark (englisch Raine Island National Park) ist ein 131 Hektar großer, aus drei Koralleninseln bestehender Nationalpark im australischen Bundesstaat Queensland.
Er gehört zum UNESCO-Weltnaturerbe Great Barrier Reef. Die Hauptinsel ist nach Kapitän Thomas Raine, der diese 1815 entdeckte, benannt.

## Lage
Der Nationalpark befindet sich 620 Kilometer nördlich von Cairns und 160 Kilometer südwestlich von Cape York an der Ostküste der Cape York Halbinsel. Die Inseln liegen etwa 150 Kilometer vor der Küste im Korallenmeer an der östlichen Kante des australischen Festlandsockels.
In der Umgebung liegen der Saunders-Islands-Nationalpark, der Sir-Charles-Hardy-Group-Nationalpark sowie der Denham-Group-Nationalpark.

## Landesnatur
Der Nationalpark umfasst Raine Island und die benachbarten Moulter und MacLennan Cays, kleine Koralleninseln. Man nimmt an, dass sie während der letzten 4.700 Jahre, im Zuge der Gletscherschmelze nach der letzten Eiszeit und dem damit verbundenen Anstieg des Meeresspiegels, entstanden sind.

## Flora und Fauna
Die Vegetation besteht aus Gras und niedrigem Buschwerk.
Auf dem Gebiet des Nationalparks wurden 84 verschiedene Vogelarten gezählt, darunter auch der vom Aussterben bedrohte Trindadesturmvogel (Pterodroma heraldica) und der gefährdete Rotschwanz-Tropikvogel (Phaethon rubricauda). Die größte Kolonie von Maskentölpeln (Sula dactylatra) im Korallenmeer ist hier ebenso heimisch, wie eine der drei größten Weißbauchtölpelkolonien (Sula Leucogaster) Ostaustraliens.
Besonders wichtig sind die Inseln für die Grüne Meeresschildkröte (Chelonia mydas). Die international als bedroht eingestuften Tiere kommen während der Brutzeit zu zehntausenden auf die Insel und legen ihre Eier ab. Es ist der weltweit größte Nistplatz für die Grüne Meeresschildkröte. 2019 nahm man die Grüne Meeresschildkröten mit einer Drohne rund um Raine-Island auf und zählte zu 64.000 Schildkröten, vorher waren Wissenschaftler davon ausgegangen, dass es nur rund 36.000 Tiere wären.

## Geschichte
Lange bevor die ersten Europäer die australischen Meere erkundeten, segelten Torres-Strait-Insulaner von den östlichen Torres-Strait-Inseln Murray, Darnley und Stephens mit Einbäumen zu den Raine-Inseln. Auch die Wuthathi, eine Gruppe der Aborigines vom australischen Festland, kamen mit seetauglichen Auslegerkanus auf die Inseln. Beide Gruppen unterhielten kulturelle und soziale Kontakte untereinander.
Die Inseln, Riffe und umliegenden Gewässer des äußeren Great Barrier Reefs wurden genutzt, um Meeresschildkröten zu jagen, nach Perlen zu tauchen und Trochus, eine Meeresschneckenart, zu sammeln, später auch Seegurken. Die Namen von Aborigines und Torres-Strait-Insulanern, die auf dem Steinturm eingraviert, sind zeugen davon, wie weit sie in ihren einfachen Booten im 19. Jahrhundert auf das offene Meer hinausfuhren.
Der Steinturm wurde von europäischen Sträflingen 1844 auf Befehl der britischen Admiralität errichtet, nachdem in diesem Gebiet im 18. und 19. Jahrhundert wenigstens 21 Schiffe Grund gelaufen sind, darunter die HMS Pandora. Ironischerweise wurde das Holz der gesunken Martha Ridgeway für den Bau des Turms verwendet. Der 14 Meter hohe Turm wurde aus Phosphorit, dem Kalkgestein das auf der Insel vorkommt, innerhalb von vier Monaten errichtet und sollte den Schiffen den Weg durch dieses schwierige Gebiet weisen.
Von 1890 bis 1892 wurde Phosphorit auf der Insel abgebaut. Auf eigens dafür errichteten Schienen und einem Landesteg wurden von chinesischen und malaiischen Arbeitern unter der Aufsicht von zehn Europäern zehntausende Tonnen verschifft.